# Vila Fritze Grohmanna
Vila Fritze Grohmanna se nachází ve Vrbně pod Pradědem v okrese Bruntál. Vilu na Nádražní 35/298 nechal postavit Fritz (Friedrich) Grohmann (1890–1945). Vila byla zapsána do státního seznamu před rokem 1988.

## Historie
Grohmannové byli významní podnikatelé ve Vrbně pod Pradědem, kteří vlastnili továrny ve Vrbně, Pochni, Markvarticích, v rumunském Temešváru a v maďarské Rákospalotě. Fritz Grohman, syn starosty Emila Grohmanna, se rozhodl po svatbě se Susane Primavesi postavit nový rodinný dům. Návrh vypracoval vídeňský architekt Josef Hoffmann (1870–1956). Stavba byla zahájena v roce 1921 a dokončena v roce 1922. Rodina Fritze Gromana vilu užívala do roku 1945. Po ukončení druhé světové války získaly vilu Závody S. K. Neumanna. Rodinné sídlo bylo přeměněno na zaměstnanecké byty, kanceláře a zdravotní středisko. V devadesátých letech 20. století se stala vlastníkem společnost Odetka a.s.

## Architektura
Jednopatrová zděná stavba se dvěma bočními křídly vytváří půdorys U. Vila je krytá valbovou střechou s mansardovými vikýři, původní břidlici nahradil eternit. Jižní průčelí je pětiosé, boční tříosé, na severní straně jsou křídla dvouosá, vnitřní strany jednoosé a průčelí mezi křídly tříosé. V přízemí jsou vysoká okna s půlkruhovým zaklenutím, v patře okna obdélná, sklepní okna půlkruhová. Okna zdobená profilovanými šambránami. V severní části mezi křídly je malá terasa se vchodem do vily. Z jižního průčelí vede východ na půlkruhovou terasu s kovovým zábradlím. Vila je obklopena zahradou parkového charakteru. Před průčelím jel volný prostor s kašnou oddělenou (rámovanou) od ostatních částí užitkových zahrad dvěma symetrickými alejemi a na jihu příjezdovou cestou.

## Interiér
K přízemní schodišťové hale se přimykaly postranní trakt s jídelnou a kuchyní a provozní schodiště, v druhém traktu pak byly reprezentační prostory – pánský pokoj s hostinským apartmá. První patro bylo vyhrazeno pro ložnice manželů a jejich dětí. Chodba byla dlážděná červenými kachlemi. Přestavbou domu byl poškozen interiér a narušena dispozice domu. Přesto se zachovaly některé architektonické prvky (fabiony, římsy, štuky, kování, schodiště, zábradlí atd.).